# Вперёд (Тверская область)
Вперёд — хутор в Кувшиновском районе Тверской области. Входит в состав Прямухинского сельского поселения.

## География
Находится в центральной части Тверской области на расстоянии приблизительно 17 км (по прямой) на юго-восток от города Кувшиново, административного центра района.

## История
Отмечен был на карте 1924 года как поселок с 14 дворами.

## Население
Численность населения составляла 1 человек (русские 100 %) в 2002 году, 1 в 2010.